# Marnardal

Vest-Agder megye elhelyezkedése Norvégiában.

Marnardal község elhelyezkedése Vest-Agder megyében.

Marnardal község címere.

Marnardal község Norvégia déli Sørlandet földrajzi régiójában, Vest-Agder megyében.
Marnardalnak nincs tengerpartja. Területe 395 km², népessége 2 178 (2008. január 1-jén).
Marnardal mint község 1964-ben jött létre, Bjelland, Laudal és Øyslebø községek összeolvadásával.
Északi szomszédja Evje og Hornnes község (Aust-Agder megye, a nyugati a vest-agderi Audnedal, délen Lindesnes, Mandal és Søgne, keleten Songdalen és Vennesla.

## Neve
1965-ben kapott neve az óészaki Marnardalr szó újjáélesztése. Az összetett szó előtagja a Mörn folyónév (ma Mandalselva)genitivusa, az utótag a „völgy” jelentésű dalr. A Mörn eredeti jelentése nem ismert.
A Mandalselva Dél-Norvégia legjobb lazacfogó helye.

## Címere
Címerét 1987-ben kapta, három fenyőtobozt ábrázol.

## Külső hivatkozások
- Marnardal község honlapja (norvégül)